# Euchre
Euchre ; (IPA: /jukɚ/) er et stikspil med trumf, som spilles af fire spillere kaldet N, S, E og W, efter de fire verdenshjørner på engelsk. Det er makkerspil, hvor N og S spiller sammen mod E og W. Makkerparrene sidder over for hinanden. Spillet er meget udbredt i det centrale USA. Der spilles til 10 point. Makkerparret der kommer først til 10 point har vundet. 

## Spillets gang
Der spilles kun med 9-Es fra hver farve/kulør. I alt 24 kort. 
Trumfrækkefølge, her for spar:
- Spar knægt (højre side)
- Klør knægt (venstre side)
- Spar es
- Spar konge
- Spar dame
- Spar 10
- Spar 9

### Spillefremgang
Lad os sige at S er dealeren. Det vil sige, at dealeren giver tre kort til E, to til N, tre til W og to til S. I anden deal-runde gives op til 5 kort. Nu er der 4 kort tilbage, de lægges i midten hvorefter øverste kort vendes, f.eks. spar. 

### Meldinger
Nu starter runden om der er nogen der kan få 3 stik ud af 5 med de kort man har i hånden. 
Man starter til venstre for dealeren. Hvis der er en der siger ja til at spar er trumf, skal dealeren samle den spar op, der er blevet vendt i dealen, samt fravælge et kort fra hånden. 
Hvis melderunden kommer hele vejen tilbage til dealeren og han ikke vil have spar, vendes et kort om og anden melderunde starter. Nu kan man vælge trumf, undtagen spar. Hvis der heller ikke her bliver valgt nogen trumf bliver dealeren nødt til at vælge trumf også kaldet "Screw the dealer".
Hvis man er meget stærk i en kulør, kan man vælge at spille uden sin makker, "go alone".
Go alone: Man spiller uden sin makker. Hvis man tager alle 5 stik, får makkerparret 4 point.

### Pointsystem
Man bruger kort til at holde styr på point'ene. F.eks 4'ere og 6'ere.
Makkerpar: får de 3 stik gives der et point.
Får spilføreren ikke tre stik, gives der 2 point til modsatte par. 
Ved Go alone og hvis alle 5 stik kommer i hus, gives der 4 point. 

## Femhundrede
En amerikansk videreudvikling af euchre kaldes femhundrede. Det er et af de få kortspil, der er konstrueret på én gang, idet The American Playing Card Company lavede det i 1904 for at sælge flere spillekort. Femhundrede er det mest udbredte kortspil i Australien og meget populært i New Zealand.[kilde mangler]